# Itame flammata
Itame flammata är en fjärilsart som beskrevs av Fabricius 1794. Itame flammata ingår i släktet Itame och familjen mätare. Inga underarter finns listade i Catalogue of Life.